# Another World (jogo eletrônico)
Another World, também conhecido como Out of This World na América do Norte e Outer World no Japão, é um jogo eletrônico de ação e aventura cinematográfica de 1991 projetado por Éric Chahi para a Delphine Software e Interplay. O jogo conta a história de Lester, um jovem cientista que, como resultado de um experimento seu que deu errado, se encontra em um perigoso mundo alienígena, onde é forçado a lutar por sua sobrevivência.
Originalmente desenvolvido para o Amiga e o Atari ST, Another World foi amplamente utilizado em outros sistemas contemporâneos. Em 2006, a Chahi lançou de forma independente uma edição de 15º aniversário para computadores modernos, e uma edição subsequente do 20º aniversário, cinco anos depois, que adaptou o jogo para vários consoles e plataformas de computação móvel, como iOS, Android, Windows Mobile, Nintendo 3DS, etc.
Another World foi inovador no uso de efeitos cinematográficos tanto em tempo real como em cutscenes, o que rendeu elogios ao jogo entre os críticos e o sucesso comercial. Também influenciou vários outros videogames e designers, inspirando títulos como Ico, Metal Gear Solid, Silent Hill e até mesmo o Flashback, futuro jogo da Delphine.

## Gameplay
Another World é um jogo de plataforma, apresentando um esquema de controle onde o jogador usa o teclado, joystick ou gamepad para fazer o protagonista correr, pular, atacar e realizar outras ações específicas da situação, como balançar uma gaiola para frente e para trás. Na parte inicial do jogo, o personagem do jogador, Lester, está desarmado, sendo apenas capaz de chutar pequenas criaturas, mas permanecendo indefeso.
Mais tarde no jogo, o jogador adquire uma pistola laser de um inimigo caído. A pistola tem três capacidades: um modo de disparo padrão, a capacidade de criar campos de força para bloquear o fogo inimigo e um poderoso tiro carregado que pode romper campos de força e algumas paredes. Os inimigos também têm as mesmas capacidades, exigindo que o jogador aproveite os três modos de arma e o ambiente para superá-los.
Lester e seu aliado alienígena não podem sofrer nenhum dano, e o jogo termina imediatamente se qualquer um deles for atingido por um projétil ou entrar em contato com um animal ou com um risco ambiental. No entanto, o jogo usa vários checkpoints, permitindo que o jogador continue reiniciando no último ponto indefinidamente. No Amiga e nos consoles mais antigos, sem a capacidade de salvar um jogo, o jogador pode anotar um código alfanumérico para esses pontos de verificação e inseri-lo novamente ao reiniciar o jogo mais tarde. Independente da cena, o jogo não fornece pistas sobre o que o jogador deve fazer a seguir; não possui HUD, exceto uma barra de oxigênio durante as sequências de natação, e nenhum texto na tela; e os personagens que o jogador encontra falam em linguagem alienígena ininteligível.

## Enredo do jogo
Lester Knight Chaykin, um jovem cientista, está em seu laboratório, conduzindo experiências em um acelerador de partículas, quando, de repente, um relâmpago atinge seu laboratório, fazendo com que seu acelerador transporte-o para um outro mundo.
Perdido em um mundo desconhecido, ele acaba se tornando prisioneiro de uma raça de criaturas humanóides. Porém, em seu cativeiro, acaba fazendo amizade com um dos alienígenas e, juntos, os dois tentarão escapar de seus inimigos.

## Recepção
Another World foi comercialmente bem sucedido, vendendo cerca de um milhão de cópias durante a década de 1990; o jogo foi bastante aclamado pela crítica. A Computer Gaming World criticou a breve documentação e a curta duração do jogo, mas elogiou os gráficos do mesmo, bem como o som do Amiga, e chamou-o de "um dos mais divertidos jogos de arcade da Europa". A revista Dragon deu ao jogo 5 de 5 estrelas e chamou-lhe "uma aventura que vai manter (o jogador) preso ao assento (de alguém) por algum tempo." Revendo a versão 3DO, a GamePro disse que "Out of This World está destinado a ser um clássico", mas que a versão para o 3DO tem pouca melhoria para valer a pena pra quem já jogou o jogo.
Entre muitos outros elogios, Another World foi eleito o melhor jogo de 1992 do Amiga pelo Amiga World e recebeu o prêmio de Melhor Novo Jogo Inovador do ano da Electronic Gaming Monthly. Em 2012, tornou-se um dos primeiros 14 títulos adicionados à exposição de arte de videogame no Museu de Arte Moderna. Também recebeu a nomeação para Game, Classic Revival nos prêmios da Academia Nacional de Revendedores de Videogame (NAVGTR) em 2014.
Retrospectivamente, Kristan Reed da Eurogamer chamou Another World de "um dos jogos mais visionários e memoráveis do seu tempo". Revisando a Edição de 15º Aniversário em 2010, John Walker da Eurogamer chamou-a de "ainda absolutamente linda", acrescentando quanto a arte do jogo:"O estilo é "simplesmente fantástico". O design de Chahi é primorosamente simples e extremamente evocativo. Construído a partir de polígonos sobressalentes, sua animação como que em Papercraft conjura o mundo, as criaturas e a ameaça maravilhosamente." Em uma review de 2014 da versão do 3DS, Bob Mackey, da USGamer, opinou que "Another World é definitivamente uma experiência que todo jogador deve ter - e não apenas por uma questão de curiosidade relacionada a história do jogo em si. Another World permanece sendo incrivelmente inovador, quase como se Chahi tivesse desenvolvido um jogo para essa década dominada pelos jogos eletrônicos indie sem nem perceber."

## Reação ao jogo
Apesar de não ter obtido sucesso comercial imediato, o jogo passaria a ser cultuado, em virtude de sua jogabilidade, extremamente, desafiadora (o personagem pode demorar a responder os comandos da manete ou do teclado, como por exemplo no momento de pular ou correr).
Também, como esse jogo não tem legendas (nenhuma palavra) após o início do jogo, muitos jogadores acabam sem entender o contexto da história, precisando de recorrer apenas aos gestos dos personagens, e às imagens (microfilmes que aparecem de tempos em tempos, semelhante a um desenho animado de curta duração), não raramente ficando preso em um dos vários labirintos existentes no jogo.
Sempre requerendo muita atenção e raciocínio do jogador, outros adeptos, porém, se interessavam mais pelos gráficos do jogo, bastante inovadores para época. Ao invés de outros jogos de plataforma bidimensional como o Super Mario em que a tela avança junto com o personagem, neste jogo o personagem troca constantemente de tela.

## Sequência
O jogo ganhou uma sequência, intitulada Heart of the Alien, lançada somente para o Sega CD.